# 12202 Toddgregory
12202 Toddgregory eller 1981 EM13 är en asteroid i huvudbältet som upptäcktes den 1 mars 1981 av den amerikanska astronomen Schelte J. Bus vid Siding Spring-observatoriet. Den är uppkallad efter Todd Gregory.
Asteroiden har en diameter på ungefär 2 kilometer.